# ザ・ランプローラー
『ザ・ランプローラー』（The Rumproller）は、アメリカ合衆国のジャズ・トランペット奏者、リー・モーガンが1965年に録音・1966年に発表したスタジオ・アルバム。

## 解説
アンドリュー・ヒルが提供したタイトル曲は、既にヒットしていた「ザ・サイドワインダー」に引き続き、ブーガルー色が取り入れられている。この曲は45回転シングル(Blue Note 45-1918)としてもリリースされたが、「ザ・サイドワインダー」ほどのヒット曲とはならなかった。「月の砂漠」は、LPのクレジットではモーガン自身の作曲と記載されているが、実際は加藤まさをが作詞・佐々木すぐるが作曲した日本の童謡である。
スコット・ヤナウはオールミュージックにおいて5点満点中3点を付け「必聴盤ではないにせよ、聴いてみる価値はある」と評している。1987年の再発CD (CDP 7 46428 2)に収録されたボーナス・トラック「Venus di Mildew」は、本作の正式なセッションよりも前に録音された曲だが、メンバーは本作と同じである。

## 収録曲
1. ザ・ランプローラー - "The Rumproller" (Andrew Hill) - 10:28
2. 月の砂漠  - "Desert Moonlight" (Lee Morgan) - 9:21
3. エクリプソ - "Eclipso" (L. Mogan) - 6:55
4. エッダ - "Edda" (Wayne Shorter) - 7:22
5. ザ・レディ - "The Lady" (Rudy Stevenson) - 7:29

### アメリカ盤再発CD (CDP 7 46428 2)ボーナス・トラック
1. "Venus di Mildew" (W. Shorter) - 6:24

## 参加ミュージシャン
- リー・モーガン - トランペット
- ジョー・ヘンダーソン - テナー・サクソフォーン
- ロニー・マシューズ（英語版） - ピアノ
- ヴィクター・スプロールズ（英語版） - ベース
- ビリー・ヒギンス - ドラムス